# Clan Hata

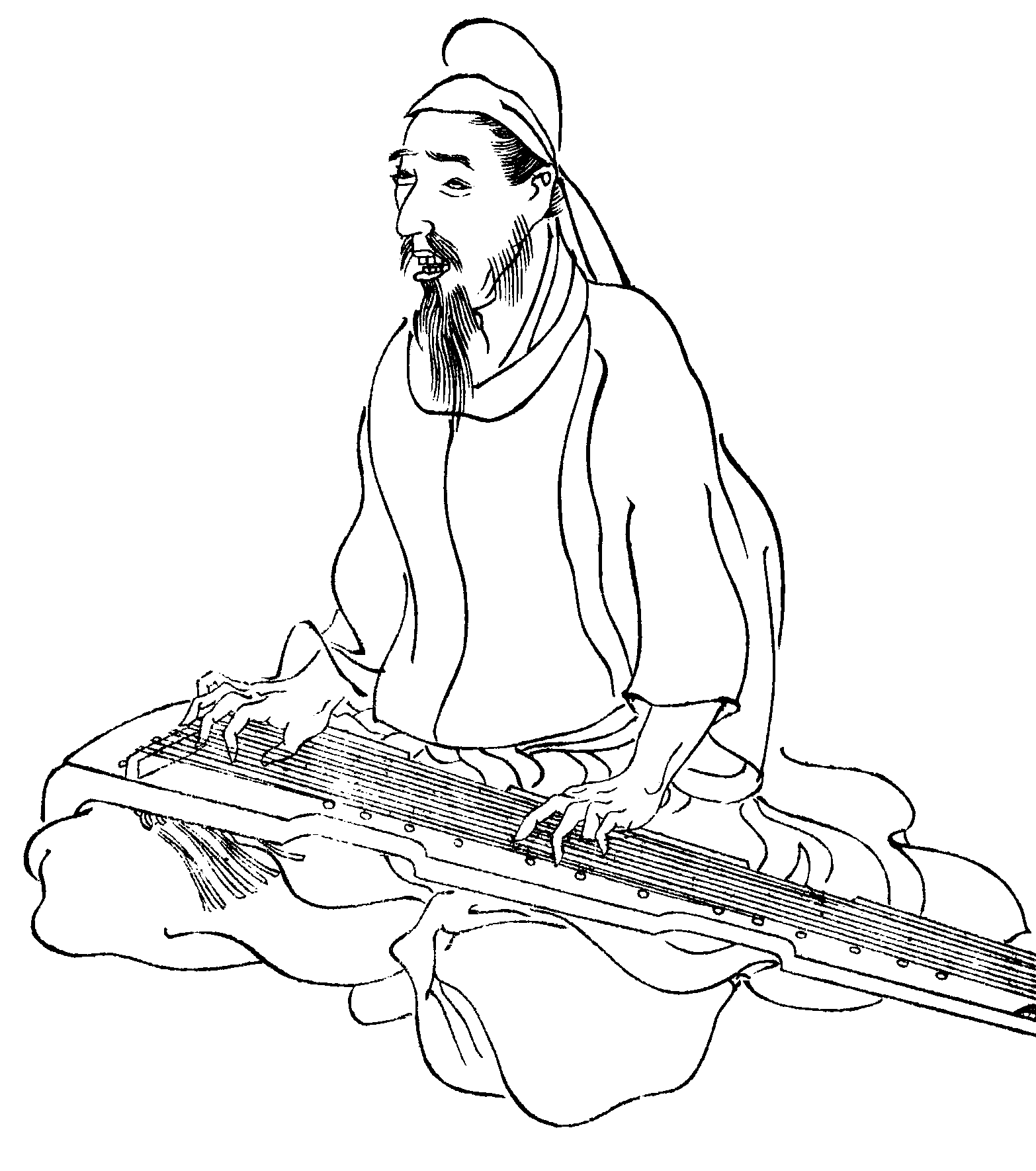
Ilustración de Hata no Sake no Kimi, miembro del Clan Hata, tocando un guqin o koto.

El clan Hata (秦氏?   también llamado Hada o un número de otras variaciones) era un grupo activo en Japón durante el período Yamato, según la historia épica Nihonshoki. Aunque muchos grupos de la población viajaron a Japón en este período temprano, la mayoría de los eruditos creen que el Hata era el más numeroso en gran medida.

## Los Hata en el Nihonshoki
Los Hata se mencionan por nombre más a menudo que casi cualquier otro grupo en el Nihonshoki, es una de las poblaciones de las epopeyas del periodo-Heian japonés, combinando la mitología y la historia. El primer líder del Hata en llegar en Japón, Uzumasa-no-Kimi-Sukune, llegado durante el reinado del emperador Chuai, en el 2.º siglo DC. Según la epopeya, él y sus seguidores saludaron con gusto, y a Uzumasa le fue concedido una alta posición del gobierno. Gobernó cientos años más adelante, durante el reinado del emperador Ojin, un jefe del Hata llamó a Yuzuki no Kimi a visitar Japón. Gozando de su experiencia, él se fue y volvió con 18.000 Hata, tan bien como una acumulación masiva de los tesoros, incluyendo las joyas, los textiles exóticos, y la plata y el oro, que fueron presentados al emperador como regalo.

## Orígenes
Aunque el Nihonshoki indica que el clan Hata no era originalmente nativo de Japón, y provino del reino coreano de Baekje, muchos creen el Hata ha pasado solamente por Baekje y eran originalmente de alguna parte adicional ausente. Según la teoría que la mayoría de los eruditos siguen, descendieron del clan del príncipe Yuzuki no Kimi, que alternadamente era un descendiente del primer emperador de Qin. El príncipe Yuzuki había sentido bien a un príncipe coreano, y había emigrado a Japón en 283 con una gran cantidad de sus paisanos. Sin embargo, algunos creen que la tribu era más probable de las estepas de Turkestan, viajando a Japón no a lo largo del camino de seda, sino como el trabajo auxiliar para la construcción de la gran pared de China. Los Hata se dicen haber sido peritos en las materias financieras, y tener seda introducida para levantar y el tejer en Japón. Por esta razón, pudieron haber sido asociadas a la cresta del kagome, una forma del enrejado encontrada en una cesta de tejer. Durante el reinado del emperador Nintoku (313-399), enviaron los miembros del clan a las partes diversas del país para separar el conocimiento y la práctica de la sericultura. Los miembros de este clan también sirvieron como los consejeros financieros a la corte de Yamato por varios siglos. Originalmente aterrizando y llegando en Izumo y la región de San'yo, el clan Hata llegó eventualmente en las tierras de las cuales ahora son en Japón a la mayoría de las ciudades importantes. Se dice que para haber ayudado en el establecimiento de Heian-ky (moderno Kyoto), y de muchas capillas de Shinto y templos budistas, incluyendo Fushimi Inari Taisha, Matsunoo Taisha, y Koryu-ji. El emperador Yuryaku concedió al clan el nombre de familia de Uzumasa en 471, en honor al motivo de las contribuciones de Kimi a la extensión de la sericultura. Sobre los siglos próximos, fueron dadas los derechos al estado (kabane) de Miyatsuko y de un Imiki último. Un número de clanes del samurai, incluyendo el clan de Chosokabe de Shikoku y del clan Jinbo de la provincia de Echigo, demandada descender del Hata. Además, muchas ciudades en Japón se nombran después de la tribu, tal como Ohata, Yahata, y Hatano. La población de Neyagawa en la prefectura de Osaka incluye a un número de gente que demanda la herencia del Hata. Relacionaron al clan de Koremune, tambiín descendido del emperador de Qin, con los orígenes del Hata tambiín. Príncipe Koman-O, en el reinado del emperador Ojin (c. 310), vino a morar en Japón. Sus sucesores recibieron el nombre de Shin o de Hata. Este nombre fue cambiado a Koremune en 880. La esposa de Shimazu Tadahisa (1179-1227) (hijo de Minamoto no Yoritomo y antepasado del clan de Shimazu de Kyushu), era una hija de Koremune Hironobu. El clan Hata también fue demandado como antepasados por Zeami Motokiyo, el dramaturgo de Noh primero en la historia, que atribuyó los orígenes del Noh a Hata no Kawakatsu. Según escrituras de Zeami, Kokatsu, el antepasado de los linajes de Kanze y de Komparu Noh, eran el primero en introducir las danzas rituales del Shinto del kagura a Japón en el sexto siglo; esta forma se desarrollaría más adelante en el sarugaku y entonces en el Noh.

## Notables miembros del clan Hata
- Hata Sake no Kimi
- Hata no Kōkatsu
- Hata no Ujiyasu